# Seznam veleposlaništev Monaka
Seznam veleposlaništev Monaka navaja diplomatska predstavništva Kneževine Monako po svetu. Kneževina Monako je kljub svoji majhnosti polnopravna članica Združenih narodov in ima svoja veleposlaništva v tujini, vključno s 114 častnimi konzulati (ki v članku niso navedeni) .

## Amerika
- Združene države Amerike
  - Washington, D. C. (veleposlaništvo)
  - New York (generalni konzulat)

## Evropa
- Belgija
  - Bruselj (veleposlaništvo)
- Francija
  - Pariz (veleposlaništvo)
- Italija
  - Rim (veleposlaništvo)
- Nemčija
  - Berlin (veleposlaništvo)
- Portugalska
  - Lizbona (veleposlaništvo)
- Sveti sedež
  - Rim (veleposlaništvo)
- Španija
  - Madrid (veleposlaništvo)
- Švica
  - Bern (veleposlaništvo)
- Združeno kraljestvo
  - London (veleposlaništvo)

## Galerija
- Veleposlaništvo Monaka v Berlinu
- Veleposlaništvo Monaka v Londonu
- Veleposlaništvo Monaka v Madridu
- Veleposlaništvo Monaka v Parizu
- Veleposlaništvo Monaka pri Svetem sedežu v Rimu
- Rezidenca veleposlaništva Monaka v Washingtonu, DC

## Multilateralne organizacije
- Bruselj (stalno predstavništvo pri Evropski uniji)
- New York (stalno predstavništvo pri Združenih narodih)
- Pariz (stalna predstavništva pri Unescu in Frankofoniji)
- Dunaj (stalna predstavništva pri Združenih narodih in Organizaciji za varnost in sodelovanje v Evropi)